# Circaète à poitrine noire
Circaetus pectoralis
Espèce
Statut de conservation UICN

 LC  : Préoccupation mineure
Statut CITES

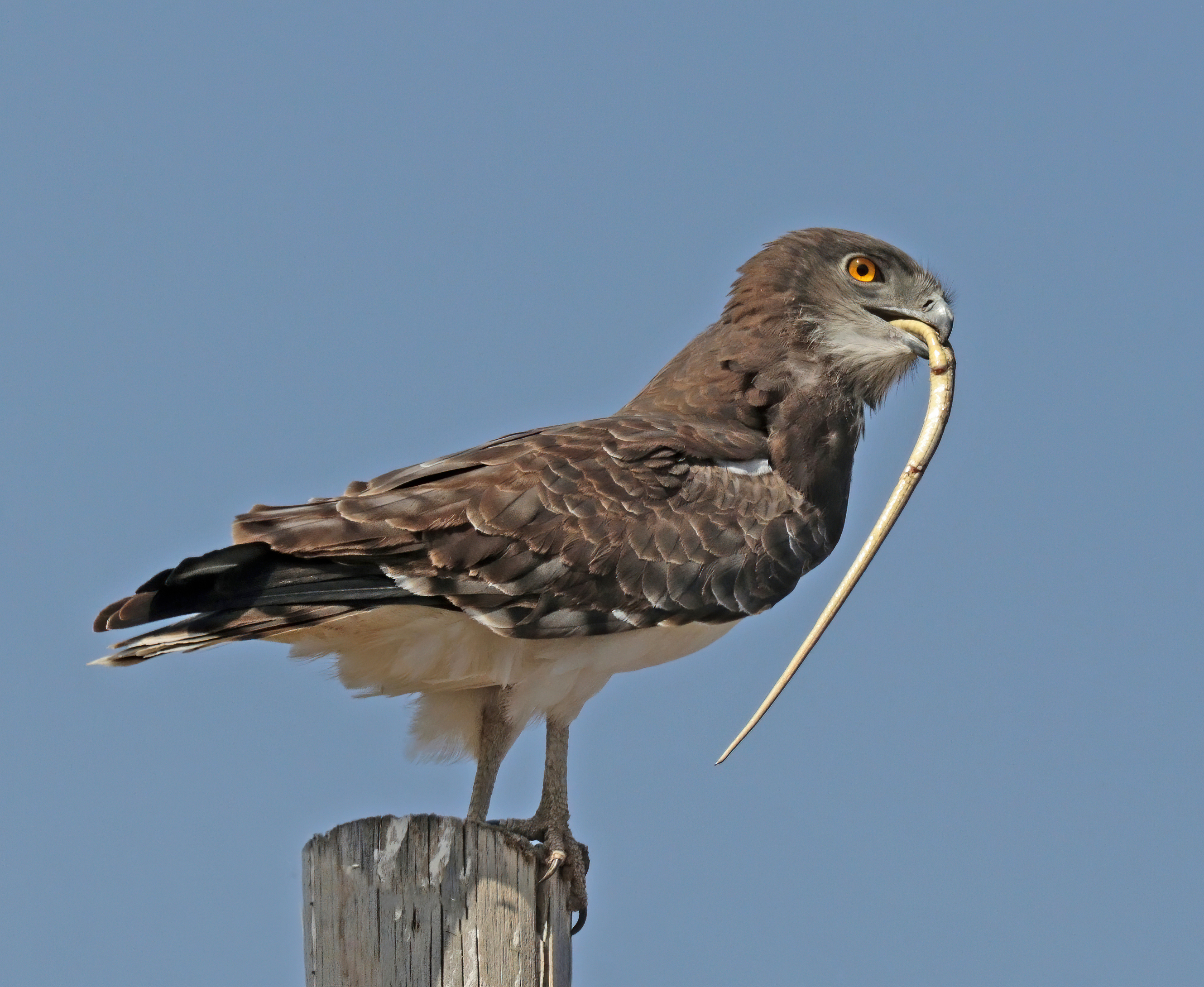
Un circaète à poitrine noire en chasse. Décembre 2017.

Le Circaète à poitrine noire (Circaetus pectoralis) est une espèce d'oiseaux appartenant à la famille des Accipitridae.
Cet oiseau vit en Afrique subsaharienne, notamment dans l'est et le sud du continent.